# NSUN5
NSUN5 (англ. NOP2/Sun RNA methyltransferase family member 5) – білок, який кодується однойменним геном, розташованим у людей на короткому плечі 7-ї хромосоми. Довжина поліпептидного ланцюга білка становить 429 амінокислот, а молекулярна маса — 46 692.
| 10         |  | 20         |  | 30         |  | 40         |  | 50         |
| ---------- |  | ---------- |  | ---------- |  | ---------- |  | ---------- |
| MGLYAAAAGV |  | LAGVESRQGS |  | IKGLVYSSNF |  | QNVKQLYALV |  | CETQRYSAVL |
| DAVIASAGLL |  | RAEKKLRPHL |  | AKVLVYELLL |  | GKGFRGGGGR |  | WKALLGRHQA |
| RLKAELARLK |  | VHRGVSRNED |  | LLEVGSRPGP |  | ASQLPRFVRV |  | NTLKTCSDDV |
| VDYFKRQGFS |  | YQGRASSLDD |  | LRALKGKHFL |  | LDPLMPELLV |  | FPAQTDLHEH |
| PLYRAGHLIL |  | QDRASCLPAM |  | LLDPPPGSHV |  | IDACAAPGNK |  | TSHLAALLKN |
| QGKIFAFDLD |  | AKRLASMATL |  | LARAGVSCCE |  | LAEEDFLAVS |  | PSDPRYHEVH |
| YILLDPSCSG |  | SGMPSRQLEE |  | PGAGTPSPVR |  | LHALAGFQQR |  | ALCHALTFPS |
| LQRLVYSTCS |  | LCQEENEDVV |  | RDALQQNPGA |  | FRLAPALPAW |  | PHRGLSTFPG |
| AEHCLRASPE |  | TTLSSGFFVA |  | VIERVEVPR  |  |            |  |            |

A: Аланін

C: Цистеїн

D: Аспарагінова кислота

E: Глутамінова кислота

F: Фенілаланін

G: Гліцин

H: Гістидин

I: Ізолейцин

K: Лізин

L: Лейцин

M: Метіонін

N: Аспарагін

P: Пролін

Q: Глутамін

R: Аргінін

S: Серин

T: Треонін

V: Валін

W: Триптофан

Кодований геном білок за функціями належить до трансфераз, метилтрансфераз, фосфопротеїнів. 
Задіяний у таких біологічних процесах: процесінг рРНК, ацетилювання, альтернативний сплайсинг. 
Білок має сайт для зв'язування з РНК, S-аденозил-L-метіоніном. 